# Kobyla Wola
Kobyla Wola – wieś sołecka w Polsce, położona w województwie mazowieckim, w powiecie garwolińskim, w gminie Górzno.
| SIMC    | Nazwa      | Rodzaj    |
| ------- | ---------- | --------- |
| 0671786 | Stara Wieś | część wsi |

W latach 1954–1957 wieś należała i była siedzibą władz gromady Kobyla Wola, po jej zniesieniu należała do gromady Górzno. W latach 1975–1998 miejscowość administracyjnie należała do województwa siedleckiego.
Wierni Kościoła rzymskokatolickiego należą do parafii św. Jana Chrzciciela w Górznie.